# 가모토정
가모토정(일본어: 鹿本町)은 일본 구마모토현 가모토군에 있던 정이다.
2005년 1월 15일에, 야마가시, 가모토군 기쿠카정, 가호쿠정, 가오정과 합병해 야마가시가 되었다.

## 지리
기쿠치강이 마을 남부를 흐르고 있었다

## 역사
- 1955년 4월 1일 - 구타미정, 이나다촌, 나카도미촌의 1정 2촌이 합병해 가모토정이 성립하였다.
- 2005년 1월 15일 - 야마가시, 가모토군 기쿠카정, 가호쿠정, 가오정이 대등합병해 새롭게 야마가시가 되어 소멸하였다.

## 교통

### 도로
- 국도 325호선

## 출신유명인
- 기요우라 게이고 - 정치가

## 참고 문헌
- 角川日本地名大辞典編纂委員会, 『角川日本地名大辞典 43 熊本県』1987, 角川書店